# Documenta II
documenta II (II. documenta '59. „Kunst nach 1945, Malerei – Skulptur – Druckgrafik“) was de tweede editie van documenta, een vijfjaarlijkse tentoonstelling van hedendaagse kunst. Het vond plaats van 11 juli tot 1 oktober 1959 in Kassel, Duitsland. De artistiek leider was Arnold Bode in samenwerking met de kunsthistoricus Werner Haftmann.

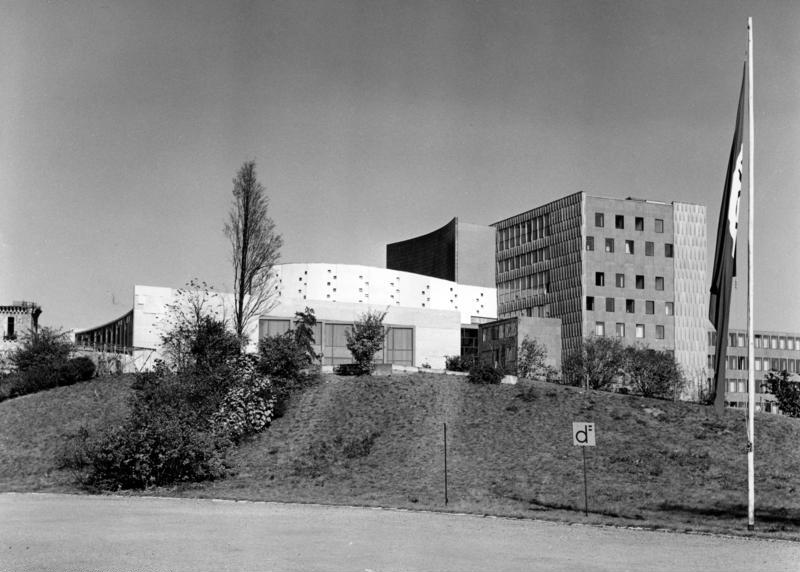
Staatstheater (1959)

## Deelnemers
| A                            |                    |                                 |                          |                              |  |
| René Acht                    | Henri-Georges Adam | Hans Aeschbacher                | Afro (Afro Basaldella)   | Gerhard Altenbourg           |  |
| Karel Appel                  | Mordecai Ardon     | Kenneth Armitage                | Hans Arp                 |                              |  |
| B                            |                    |                                 |                          |                              |  |
| Francis Bacon                | Vojin Bakić        | Eduard Bargheer                 | Heinz Battke             | Eugen Batz                   |  |
| Willi Baumeister             | Jean Bazaine       | William Baziotes                | André Beaudin            | Gustav Kurt Beck             |  |
| Max Beckmann                 | Hans Bellmer       | Anna-Eva Bergman                | Hubert Berke             | Gaston Bertrand              |  |
| Max Bill                     | Renato Birolli     | Julius Bissier                  | Roger Bissière           | André Bloc                   |  |
| Norman Bluhm                 | Umberto Boccioni   | Walter Bodmer                   | Anne Bonnet              | Constantin Brâncuși          |  |
| Georges Braque               | Theo Braun         | Victor Brauner                  | James Brooks             | Peter Brüning                |  |
| Carl Buchheister             | Alberto Burri      | Jan Burssens                    | Reg Butler               |                              |  |
| C                            |                    |                                 |                          |                              |  |
| Alexander Calder             | Alexander Camaro   | Massimo Campigli                | Giuseppe Capogrossi      | Carmelo Cappello             |  |
| Bruno Cassinari              | Sergio de Castro   | César Baldaccini                | Lynn Chadwick            | Marc Chagall                 |  |
| Bernard Childs               | Eduardo Chillida   | Giorgio de Chirico              | Emil Cimiotti            | Antoni Clavé                 |  |
| Henry Cliffe                 | Otto Coester       | Pietro Consagra                 | Constant Nieuwenhuys     | Corneille Guillaume Beverloo |  |
| Antonio Corpora              | Pierre Courtin     | Harold B. Cousins               | Modest Cuixart           |                              |  |
| D                            |                    |                                 |                          |                              |  |
| Karl Fred Dahmen             | Alan Davie         | Jean Degottex                   | Jacques Charles Delahaye | Robert Delaunay              |  |
| Paul Delvaux                 | André Derain       | Jean Deyrolle                   | Eugène Dodeigne          | Piero Dorazio                |  |
| Gianni Dova                  | Jean Dubuffet      | Bernard Dufour                  |                          |                              |  |
| E                            |                    |                                 |                          |                              |  |
| Theo Eble                    | Max Ernst          | Maurice Estève                  | Merlyn Oliver Evans      |                              |  |
| F                            |                    |                                 |                          |                              |  |
| Joseph Fassbender            | Jean Fautrier      | Pericle Fazzini                 | Franz Fedier             | Luis Feito                   |  |
| Herbert Ferber               | Lucio Fontana      | Nino Franchina                  | Sam Francis              | Helen Frankenthaler          |  |
| Othon Friesz                 |                    |                                 |                          |                              |  |
| G                            |                    |                                 |                          |                              |  |
| Naum Gabo                    | Winfried Gaul      | Rupprecht Geiger                | Claude Georges           | Jacques Germain              |  |
| Alberto Giacometti           | Émile Gilioli      | Werner Gilles                   | Roger-Edgar Gillet       | Michael Goldberg             |  |
| Bruno Goller                 | Julio González     | Arshile Gorky                   | Adolph Gottlieb          | Karl Otto Götz               |  |
| Otto Greis                   | HAP Grieshaber     | Juan Gris                       | Marcel Gromaire          | Philip Guston                |  |
| H                            |                    |                                 |                          |                              |  |
| Terry Haass                  | Roel D’Haese       | Étienne Hajdú                   | Otto Herbert Hajek       | Simon Hantaï                 |  |
| Fritz Harnest                | Grace Hartigan     | Hans Hartung                    | Karl Hartung             | Rudolf Hausner               |  |
| Stanley William Hayter       | Bernhard Heiliger  | Werner Heldt                    | Barbara Hepworth         | Auguste Herbin               |  |
| Peter Herkenrath             | Ernst Hermanns     | Anton Heyboer                   | Roger Hilton             | Gerhard Hoehme               |  |
| Rudolf Hoflehner             | Hans Hofmann       |                                 |                          |                              |  |
| I                            |                    |                                 |                          |                              |  |
| Yūichi Inoue                 | Rolf Iseli         |                                 |                          |                              |  |
| J                            |                    |                                 |                          |                              |  |
| Robert Jacobsen              | Franz M. Jansen    | Guido Jendritzko                | Asger Jorn               |                              |  |
| K                            |                    |                                 |                          |                              |  |
| Wassily Kandinsky            | Tadeusz Kantor     | Zoltán Kemény                   | Eugène de Kermadec       | Ernst Ludwig Kirchner        |  |
| Heinrich Kirchner            | Paul Klee          | Franz Kline                     | Fritz Koenig             | Max Kohler                   |  |
| Oskar Kokoschka              | Willem de Kooning  | Norbert Kricke                  | Rudolf Kügler            |                              |  |
| L                            |                    |                                 |                          |                              |  |
| Wifredo Lam                  | Octave Landuyt     | André Lanskoy                   | Peter Lanyon             | Berto Lardera                |  |
| Ibram Lassaw                 | Ger Lataster       | Henri Laurens                   | Jan Lebenstein           | Le Corbusier                 |  |
| Fernand Léger                | Heinz Leinfellner  | Jean Le Moal                    | Osvaldo Licini           | Walter Linck                 |  |
| Jacques Lipchitz             | Morice Lipsi       | Seymour Lipton                  | Lucebert                 | Jean Lurçat                  |  |
| M                            |                    |                                 |                          |                              |  |
| Alberto Magnelli             | René Magritte      | Kazimir Malevitsj               | Alfred Manessier         | Giacomo Manzù                |  |
| Franz Marc                   | Conrad Marca-Relli | Gerhard Marcks                  | Adam Marczyński          | André Marfaing               |  |
| Marino Marini                | Albert Marquet     | André Masson                    | Umberto Mastroianni      | Ewald Mataré                 |  |
| Georges Mathieu              | Henri Matisse      | Roberto Matta                   | Bernard Meadows          | Matschinsky-Denninghoff      |  |
| Georg Meistermann            | Marc Mendelson     | Ludwig Merwart                  | Hans Mettel              | Henri Michaux                |  |
| Leone Minassian              | Luciano Minguzzi   | Mirko Basaldella                | Joan Miró                | Joan Mitchell                |  |
| Piet Mondriaan               | Henry Moore        | Giorgio Morandi                 | Mattia Moreni            | Ennio Morlotti               |  |
| Richard Mortensen            | Robert Motherwell  | Max von Mühlenen                | Robert Müller            | Willi Müller-Hufschmid       |  |
| Edo Murtić                   | Zoran Mušič        |                                 |                          |                              |  |
| N                            |                    |                                 |                          |                              |  |
| Ernst Wilhelm Nay            | Renee Nele         | Endre Nemes                     | Rolf Nesch               | Barnett Newman               |  |
| Ben Nicholson                | Isamu Noguchi      | Sidney Nolan                    | Emil Nolde               |                              |  |
| O                            |                    |                                 |                          |                              |  |
| Richard Oelze                | Christian d’Orgeix | Fayga Ostrower                  |                          |                              |  |
| P                            |                    |                                 |                          |                              |  |
| Eduardo Paolozzi             | Victor Pasmore     | Alicia Penalba                  | Achille Perilli          | Antoine Pevsner              |  |
| Jean Piaubert                | Pablo Picasso      | Édouard Pignon                  | Arthur Luiz Piza         | Hans Platschek               |  |
| Serge Poliakoff              | Jackson Pollock    | Arnaldo Pomodoro                | Giò Pomodoro             | Piotr Potworowski            |  |
| Richard Pousette-Dart        | Mario Prassinos    |                                 |                          |                              |  |
| R                            |                    |                                 |                          |                              |  |
| Robert Rauschenberg          | Paul Rebeyrolle    | Germaine Richier                | Fritz Riedl              | Jean-Paul Riopelle           |  |
| Günter Ferdinand Ris         | Otto Ritschl       | Kurt Roesch                     | Gerburg Rohde            | Hans Rompel                  |  |
| Theodore Roszak              | Mark Rothko        | Georges Rouault                 |                          |                              |  |
| S                            |                    |                                 |                          |                              |  |
| Rolf Sackenheim              | Giuseppe Santomaso | Antonio Saura                   | Emilio Scanavino         | Karl Schaper                 |  |
| Edwin Scharff                | Oskar Schlemmer    | Gérard Ernest Schneider         | Nicolas Schöffer         | Bernard Schultze             |  |
| Emil Schumacher              | Kurt Schwitters    | Toti Scialoja                   | William Scott            | André Dunoyer de Segonzac    |  |
| Gustav Seitz                 | Jaroslaw Serpan    | Michel Seuphor                  | Ben Shahn                | Josef Šíma                   |  |
| Gustave Singier              | Mario Sironi       | David Smith                     | K.R.H. Sonderborg        | Pierre Soulages              |  |
| Luigi Spazzapan              | Ferdinand Springer | Toni Stadler                    | Nicolas de Staël         | François Stahly              |  |
| Theodoros Stamos             | Clyfford Still     | Gabrijel Stupica                | Kumi Sugai               | Graham Sutherland            |  |
| Arpad Szenès                 |                    |                                 |                          |                              |  |
| T                            |                    |                                 |                          |                              |  |
| Shinkichi Tajiri             | Pierre Tal-Coat    | Rufino Tamayo                   | Yves Tanguy              | Dorothea Tanning             |  |
| Antoni Tàpies                | Yūkei Tejima       | Fred Thieler                    | Mark Tobey               | Bradley Walker Tomlin        |  |
| Hann Trier                   | Heinz Trökes       | Drago Tršar                     | Giulio Turcato           | Ann Twardowicz               |  |
| Jack Tworkov                 |                    |                                 |                          |                              |  |
| U                            |                    |                                 |                          |                              |  |
| Raoul Ubac                   | Hans Uhlmann       |                                 |                          |                              |  |
| V                            |                    |                                 |                          |                              |  |
| Louis Van Lint               | Victor Vasarely    | Emilio Vedova                   | Geer van Velde           | Alberto Viani                |  |
| Maria Helena Vieira da Silva | Jacques Villon     | Friedrich Vordemberge-Gildewart |                          |                              |  |
| W                            |                    |                                 |                          |                              |  |
| Gerhard Wendland             | Hans Werdehausen   | Theodor Werner                  | Gerhard Wind             | Fritz Winter                 |  |
| Karl Anton Wolf              | Wols               | Fritz Wotruba                   | Woty Werner              | Bryan Wynter                 |  |
| Y                            |                    |                                 |                          |                              |  |
| Taihô Yamazaki               |                    |                                 |                          |                              |  |
| Z                            |                    |                                 |                          |                              |  |
| Ossip Zadkine                | Mac Zimmermann     | Unica Zürn                      |                          |                              |  |